# Abercius z Hieropole
Svatý Abercius z Hieropolis také Abercius Marcellus (řecky Αβέρκιος) (? – 167/200?) byl pravděpodobně nástupcem svatého Papia a biskupem v Hieropoli ve Frýgii Salutaris v dnešním jihovýchodním Turecku. Je považován také za autora spisu proti Montanistům, jehož pár úryvků se nachází v Eusebiových Církevních dějinách. Byl zaníceným odpůrcem pohanství, kvůli čemuž se patrně nějakou dobu ocitl ve vězení.

## Život
Ve věku 72 let jako biskup Hieropolisu z Frýgie absolvoval cestu do Říma. Zde od něj císař Marcus Aurelius žádal, aby vykonal exorcismus nad jeho dcerou Lucillou, která byla posedlá ďáblem. Hned po této události Abercius podle záznamů navštívil Sýrii a řeku Eufrat. Podrobnosti o jeho životě byly vzhledem na svojí spornou autentičnost a věrohodnost předmětem debaty[kdo?]. V původních „Tezích svatého Abercia“, Aberciova epitafu, který se dnes nachází ve Vatikáně, se svatý biskup vyjadřuje o pečeti křtu. Hovoří tu taktéž o eucharistii. Pozdější interpretace jeho díla byly přeloženy do řečtiny a značně přikrášleny, což vedlo k debatám a pochybnostem. Abercius se objevuje v řeckých záznamech z 10. století. Jeho jméno není uvedeno v Martyrologiu svatého Jeronýma.
Jeho svátek je oslavován 22. října.